# 경원고등학교 (부산)
경원고등학교(景園高等學校)는 대한민국 부산광역시 부산진구 당감동에 있는 사립 고등학교이다.

## 학교 연혁
- 1986년 3월 11일 : 개교 및 입학식(6학급)／초대 교장 최상용 취임
- 1987년 10월 23일 : 학교법인 경원학원으로 재단 이전／김기주 초대 이사장 취임
- 1989년 2월 15일 : 제1회 졸업식
- 1990년 11월 28일 : 학급 증설 인가(8개학급 400명)
- 1993년 3월 2일 : 씨름부 창단
- 1998년 6월 1일 : 학급증설 및 남녀공학 전환(남 4, 여 5학급)
- 1999년 2월 28일 : 무용실(40평), 생활실(40평) 개관 및 식당(300석) 증축
- 2002년 2월 23일 : 별관 준공(5개 교실 신축)
- 2003년 9월 26일 : 별관 3층 증축(다목적실)
- 2004년 8월 26일 : 디지털 도서관 '글마루' 개관(리모델링)
- 2012년 3월 1일 : 교과교실제(과목 중점형 - 수학·영어) 운영
- 2021년 2월 21일 : 다목적 강당 완공
- 2022년 3월 1일 : 고교학점제 선도학교 교실공사 완공 및 운영
- 2025년 2월 7일 : 제37회 졸업식(8학급 남 3, 여 5학급 총 199명) 총 졸업생 11,448명(남 7,345명, 여 4,103명)
- 2025년 3월 1일 : 제12대 손병천 교장 취임
- 2025년 3월 4일 : 제40회 입학식(8학급 남 3, 여 5학급 총 205명) (남 83명, 여 122명)

## 참고 자료
- 경원고등학교 - 한국교육학술정보원 학교알리미